# The Seaside and the Fireside
The Seaside and the Fireside (ang., "Nad morzem i przy kominku") – zbiór poezji Henry'ego Wadswortha Longfellowa, wydany w 1849, uważany za jedno z jego czołowych dzieł.
Główną linią przekazu książki jest kilka prostych mądrości życiowych oraz żywiołowe zawołania do radości życia, pomimo niepowodzeń, duchowej tężyzny i twórczej aktywności, którą autor przeciwstawia rozpaczy. Dlatego też wiersze ze zbioru mają formę przejrzystą i jasną, aby móc trafić zarówno do prostego człowieka, jak choćby chłopa czy robotnika, jak i do wymagającego miłośnika literatury. 

## Treść
- Dedication

By the Seaside

- The Building of the Ship
- Seaweed
- Chrysaor
- The Secret of the Sea
- Twilight
- Sir Humphrey Gilbert
- The Lighthouse
- The Fire of Drift-Wood

By the Fireside

- Resignation
- The Builders
- Sand of the Desert In an Hour-Glass
- The Open Window
- King Witlaf's Drinking-Horn
- Gaspar Becerra
- Pegasus in Pound
- Tegner's Drapa
- Sonnet on Mrs. Kemble's Reading from Shakespeare
- The Singers
- Suspiria
- Hymn for my Brother's Ordination

## Polskie przekłady
Całość zbioru nigdy nie została przetłumaczona na język polski; można się spotkać z przekładami jedynie kilku wierszy.
- Budownicy (The Builders) – tłum. Adam Pajgert
- Wędrowne ptaki (Birds of Passage) – tłum. Adam Pajgert
- Puchar króla Witlafa (King Witlaf's Drinking Horn) – tłum. Józef Bikenmajer